# 16 de setembre
El 16 de setembre és el dos-cents cinquanta-novè dia de l'any del calendari gregorià i el dos-cents seixantè en els anys de traspàs. Queden 106 dies per finalitzar l'any.

## Esdeveniments
Països Catalans
- 1918 - Sallent: obre la biblioteca pública, segona de la xarxa de Biblioteques Populars de la Mancomunitat de Catalunya.
- 1976 - Perpinyà (el Rosselló): hi obre les portes la Bressola, la primera escola catalana després de l'ocupació de la Catalunya del Nord per França el 1659.
- 2005 - L'ICANN aprova el domini .cat per a la comunitat lingüística i cultural catalana.

Resta del món
- 1620 - Pilgrims (Anglaterra): El vaixell Mayflower va salpar cap a Plymouth, Massachusetts, on es va fundar la primera colònia permanent, Nova Anglaterra.
- 1795 - Ciutat del Cap, Sud-àfrica: El Regne Unit conquereix la ciutat en la Batalla de Muizenberg.
- 1810 - Dolores Hidalgo (Estat de Guanajuato, Mèxic) el capellà del poble va promoure que els seus feligresos s'aixequessin en armes contra les autoritats de Nova Espanya mitjançant el Grito de Dolores, que en l'actualitat encara es recorda mitjançant una festa nacional.
- 1837 - Ferran de Saxònia-Coburg Gotha es convertí en rei consort pel seu casament amb la reina Maria II de Portugal. Segons la llei, el marit de la reina només podia rebre el títol després del naixement d'un fill del matrimoni. És per això que el primer marit de la reina, August de Beauharnais, mai no va obtenir aquest títol. Després del naixement del futur rei Pere V de Portugal, Ferran va ser proclamat Ferran II de Portugal. Si bé li corresponia a Maria controlar el poder, ella i el seu marit formaven un bon equip, cosa que els va permetre resoldre els nombrosos problemes que es van presentar durant el seu regnat.[1]
- 1966 - Nova York: inauguració de la Metropolitan Opera en el Lincoln Centre.
- 1975 - Papua Nova Guinea obté la independència d'Austràlia.

## Naixements
Països Catalans
- 1816 - Vic (Osona): Joaquim Salarich i Verdaguer, historiador, metge i novel·lista català (m. 1884).
- 1879 - Tarragona, Tarragonès: Josep Maria Jujol i Gibert, arquitecte, dibuixant, dissenyador i pintor modernista català (m. 1949).
- 1910 - Palafrugell: Maria Aumacellas Salayet, nedadora, pionera en aigües obertes i entrenadora catalana (m. 1988).[2]
- 1912 - Castelló de la Plana: Enriqueta Agut Armer, mestra republicana valenciana (m.1998).[3]
- 1946 - Alcoi, l'Alcoià: Camilo Blanes Cortés, conegut com a Camilo Sesto, cantant valencià (m. 2019).
- 1951 - Montuïri: Pere Sampol Mas, enginyer tècnic i polític mallorquí (m. 2025).[4]
- 1957 - Barcelona, Barcelonès: Assumpta Serna, nom artístic d'Assumpta Rodés i Serna, actriu i professora d'interpretació.[5]
- 1959 - Barcelona, Barcelonès: Carles Duarte i Montserrat, poeta, lingüista i polític català.
- 1964 - Palma, Mallorca: Rossy de Palma, actriu mallorquina, de nom real Rosa Elena García Echave.
- 1975 - Barcelona: Samanta Villar Fitó, periodista catalana.[6]
- 1977 - Barcelona: Irina Rodríguez Álvarez, nedadora de natació sincronitzada catalana, medalla olímpica a Pequín 2008.[7]
- 1990 - Veracruz: Matilde Ortiz Reyes, jugadora de waterpolo del Club Natació Sabadell i la selecció estatal.[8]
- 1998 - Girona, Gironès: Nil Cardoner, actor gironí.

Resta del món
- 1386 - Monmouth, Gal·les - Enric V d'Anglaterra, rei d'Anglaterra des del 1413 fins al 1422 (m. 1422).[9]
- 1507 - Pequín (Xina): Emperador Jiajing, onzè emperador de la dinastia Ming (m. 1567).[10]
- 1748 - Viena: Elisabeth Teyber, soprano austríaca (m. 1816).[11]
- 1787 - Varsòvia: Michał Mioduszewski, musicòleg i sacerdot polonès.
- 1782 - Ciutat Prohibida -Pequín (Xina), Daoguang, 8è emperador de la dinastia Qing (m. 1850).[12]
- 1797 - Brescello (Ducat de Parma, avui Itàlia): Antonio Panizzi, bibliotecari establert a Londres, pare de la catalogació bibliogràfica moderna (m. 1879).
- 1812 - Alkmaar, Països Baixos: Anna-Louisa-Geertruida Bosboom-Toussaint, escriptora neerlandesa (m. 1886).[13]
- 1851 - La Corunya: Emilia Pardo Bazán, escriptora gallega, introductora del naturalisme a Espanya.[14]
- 1853 - Rostock, Imperi Alemany: Albrecht Kossel, metge i bioquímic alemany, Premi Nobel de Medicina o Fisiologia de l'any 1910 (m. 1927).
- 1858 - Rexton, Nova Brunswick, Canadà: Andrew Bonar Law, polític britànic, Primer Ministre del Regne Unit (1922-1923) (m. 1923).[15]
- 1859 - Henan (Xina): Yuan Shikai (xinès tradicional: 袁世凱, xinès simplificat: 袁世凯, pinyin: Yuán Shìkai) militar i polític xinès. President de la República de la Xina. (m. 1916).[16]
- 1886 - Estrasburg, imperi Alemany: Jean Arp, escultor, poeta i pintor alsacià (m. 1966).[17]
- 1887 - 
  - París, França: Nadia Boulanger, professora de música, directora d'orquestra i compositora francesa (m. 1979).[18]
  - San Rafael, EEUU: Louise Arner Boyd, exploradora americana de Groenlàndia i l'Àrtida, fotògrafa i escriptora (m. 1972).[19]
- 1888 - Hämeenkyrö, Finlàndia: Frans Eemil Sillanpää, escriptor finlandès, Premi Nobel de Literatura 1939 (m. 1964).
- 1891 - Berlín, Prússia, Imperi alemany: Karl Dönitz, Gran Almirall i va exercir de Comandant en Cap dels Submarins de la Kriegsmarine alemanya durant la Segona Guerra Mundial (m. 1980).[20]
- 1893 - Budapest, Imperi austrohongarès: Albert Szent-György, metge, Premi Nobel de Medicina o Fisiologia de 1937 (m. 1986).
- 1902 - Grans: Germaine Richier, escultora francesa (m. 1959).[21]
- 1923 - Singapur: Lee Kuan Yew, Primer ministre de Singapur entre 1959 i 1990, reconegut com a pare fundador de la nació (m. 2015).[22]
- 1924 - Nova York: Lauren Bacall, actriu de cinema i teatre, guanyadora del Tony i del Globus d'Or.[23]
- 1925 - 
  - Itta Bena, Mississipi: B.B. King, guitarrista de blues i compositor nord-americà (m. 2015).[24]
  - Nova York, Estats Units: Eugene Garfield, lingüista, gestor d'informació i empresari nord-americà (m. 2017).
- 1927 - 
  - Nova York, Estats Units: Peter Falk, actor, productor, director i guionista estatunidenc.
  - Tòquio: Sadako Ogata, diplomàtica japonesa, Alta Comissionada de les Nacions Unides per als Refugiats (m. 2019).[25]
- 1928 - Ciutat de Mèxic: Beatriz Barba, primera arqueòloga de Mèxic (m. 2021).[26]
- 1934 - Norwood, Ohio, Estats Units: George Chakiris, actor de cinema i ballarí estatunidenc d'ascendència grega.
- 1935 - Buenos Aires, Argentina: Esther Vilar, metge, psicòloga i escriptora argentina.[27]
- 1948 - San Francisco, Califòrnia (EUA): Rosemary Casals, tennista estatunidenca, besneboda de Pau Casals.[28]
- 1952 - Schenectady, Nova York, (EUA): Mickey Rourke, actor estatunidenc.
- 1956 - Nova Jersey, EUA: David Seth Kotkin, conegut com David Copperfield, un il·lusionista estatunidenc.[29]
- 1965 - Pisa: Maria Chiara Carrozza, enginyera i política italiana; ha estat Ministra d'Educació, Universitats i Recerca.[30]
- 1968 - Nova York, Estats Units: Marco Antonio Muñiz, cantant estatunidenc, conegut pel seu nom artístic Marc Anthony.
- 1976 - Sant Sebastià: Leire Pajín, sociòloga, política espanyola, que fou ministra de Sanitat.[31]
- 1984 - Kutaisi, Geòrgia: Katie Melua, cantant georgiana.
- 1986 - Nova York: Michael James Shaw, Actor i escriptor estatunidenc.

## Necrològiques
Països Catalans
- 1933 - Sant Boi de Llobregat: Maria Lois i López, professora i bibliotecària catalana (n. 1896).[32]
- 1957 - Buenos Aires: Antoni Estruch i Bros, pintor historicista, famós per haver pintat els quadres Corpus de Sang i L'Onze de Setembre de 1714.[33]
- 1960 - La Garriga, Vallès Oriental: Josep Sancho i Marraco, organista i mestre de capella de la Catedral de Barcelona, i compositor extraordinàriament prolífic (n. 1879).
- 1982 - Cullera, Ribera Baixa: Maria Mulet, mestra i escriptora valenciana (n. 1911).[34]
- 1998 - Vinaròs: Montserrat Bellés, compositora valenciana.[35]

Resta del món
- 1380 - París, Regne de França: Carles V de França, dit el Prudent (n. 1338).
- 1498 - Àvila, Regne de Castella: Tomás de Torquemada, Inquisidor general.
- 1672 - Andover, Massachusetts: Anne Bradstreet, la primera escriptora i poeta estatunidenca a publicar un llibre (n. 1612).
- 1736 - La Haia, Comtat d'Holanda: Daniel Gabriel Fahrenheit, físic, enginyer i bufador de vidre alemany, conegut per la invenció del termòmetre d'alcohol (1709), el termòmetre de mercuri (1714) i pel desenvolupament d'una escala per a la mesura de temperatures (n. 1686).[36]
- 1782 - Àndria, Regne de Nàpols: Farinelli, cantant d'òpera italià (n. 1705).[37]
- 1824 - París, França: Lluís XVIII de França, rei de França i Navarra (n. 1755).
- 1898 - Neuilly-sur-Seine, França: Ramón Emeterio Betances Alacán, nacionalista de porto-riqueny.
- 1909 - Chênée, Bèlgica: Charles Descardre, horticultor i burgmestre.
- 1932 - Londres, Regne Unit: Ronald Ross, metge britànic, Premi Nobel de Medicina o Fisiologia 1902 (n. 1857).
- 1942 - Saràtov, URSS: Maria Osten, periodista alemanya, corresponsal en la Guerra Civil Espanyola (m. 1908).[38]
- 1971 - Virgínia: Agnes Meyer Driscoll, coneguda com a Madame X, criptoanalista estatunidenca (n. 1889).[39]
- 1973 - Santiago de Xile: Víctor Jara, director teatral, poeta, cantant i compositor xilè.[40]
- 1976 - Rio de Janeiro: Bertha Lutz, naturalista, zoòloga, professora i pionera del feminisme a Brasil (n. 1894)[41]
- 1977 - París, França: Maria Callas, soprano nord-americana (n. 1923).[42]
- 1979 - Edimburg: Marion Gray, matemàtica escocesa, que ha donat nom a un graf (n. 1902).[43]
- 1980 - Ginebra, Suïssa: Jean Piaget, psicòleg experimental, filòsof i biòleg suís.
- 1991 - Nyack, Nova Yorkː Olga Spesívtseva, cèlebre ballarina russa (n. 1895).[44]
- 1995 - Torí, Itàlia: Aldo Novarese, dissenyador gràfic (n. 1920).
- 2010 - Ciutat de Mèxic: Nuria Parés, poeta, assagista i traductora espanyola establerta a Mèxic després de la guerra civil.[45]
- 2012 - Quebec: Roman Kroitor, cineasta canadenc.
- 2016 - Roma, Itàlia: Carlo Azeglio Ciampi, polític i banquer italià, que va ser Primer Ministre entre el 1993 i el 1994 i President entre els anys 1999 i 2006 (n. 1920).[46]
- 2017 - Beariz, Galícia, Espanya: Bautista Goyel Álvarez Domínguez, polític gallec.
- 2020 - Índia: Kapila Vatsyayan, acadèmica, historiadora de l'art i política (n. 1928).
- 2022 - Teheran, Iran: Mahsà Aminí, jove kurda de 22 anys, a mans de la policia de la moral iraniana per no dur ben posat el vel.

## Festes i commemoracions
- Santoral: sants Corneli I, papa; Cebrià de Cartago, bisbe; Ludmila de Bohèmia, màrtir; Vidal de Savigny, fundador de l'Orde de Savigny; Juan Macías, dominic; beats Víctor III papa; Loís Aleman, bisbe d'Arle.
- Commemoració del dia de la Independència de Mèxic.
- Dia Internacional de la Preservació de la Capa d'Ozó
- Collbató: Festa patronal: Sant Corneli